# MC Smook

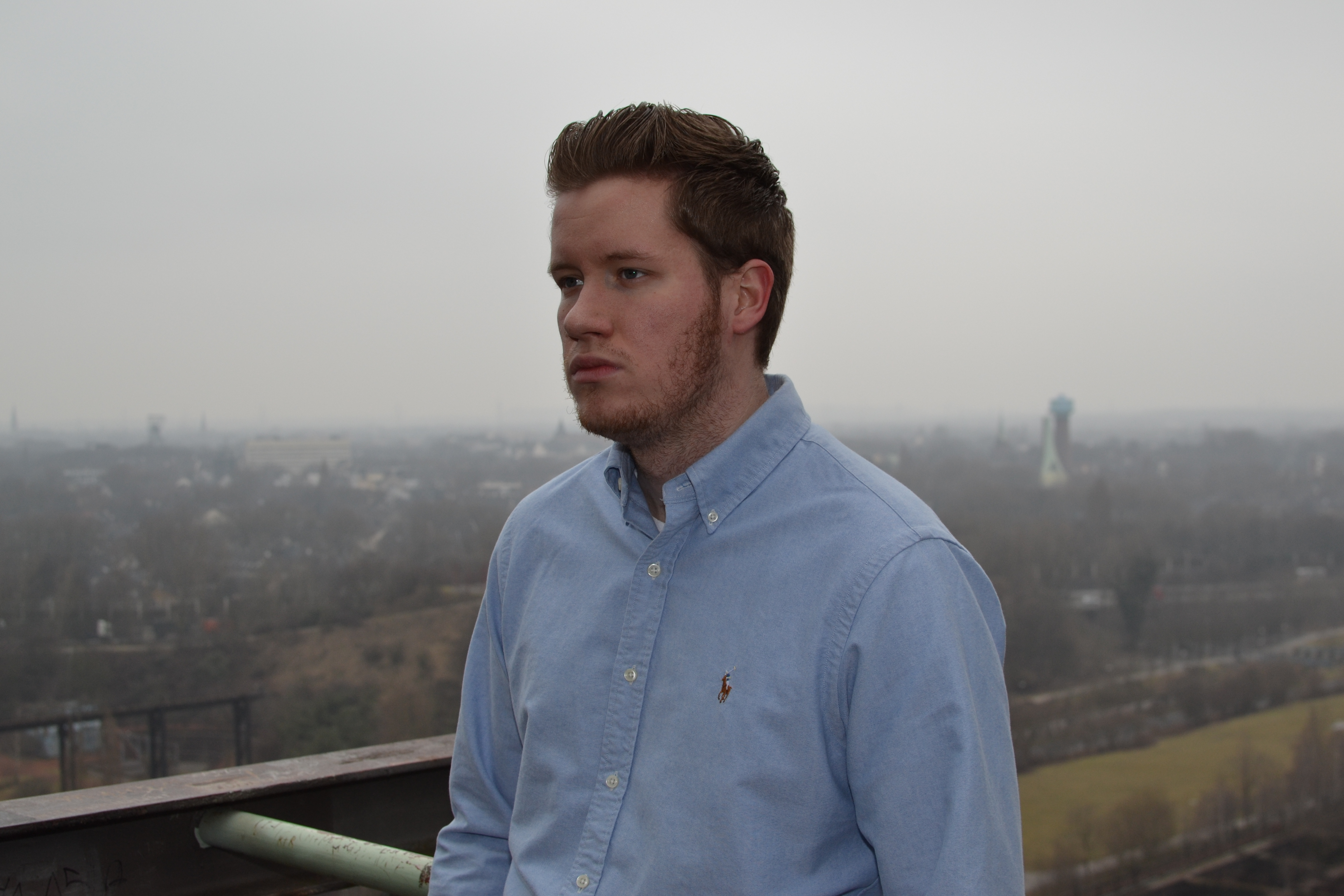
MC Smook (2017)

MC Smook (* 30. September 1992, bürgerlicher Name: Marc Tophoven) ist ein deutscher Rapper.

## Biografie
MC Smook wuchs in Issum auf und begann bereits in seiner Grundschulzeit zu rappen. Im Jahre 2006 veröffentlichte er im Alter von 14 Jahren seine erste Aufnahme. Es folgten weitere musikalische Projekte und Mixtapes, die er online zum Download bereitstellte.
Bundesweite Bekanntheit erlangte MC Smook im Jahr 2014, als der bekannte Rapper Money Boy auf ihn aufmerksam wurde und gemeinsam mit ihm einen Remix zu seinem Track Kola mit Ice aufnahm. Somit wurde er Teil der von Money Boy ins Leben gerufenen Glo Up Dinero Gang, der unter anderem auch LGoony, Spinning 9, The Ji und Hustensaft Jüngling angehören. In der Folgezeit erschienen viele Kollaborationen mit Mitgliedern der Glo Up Dinero Gang, mit denen er auch regelmäßig auf Tour ging. So spielte er unter anderem 2015 auf Deutschlands größtem Hip-Hop-Festival, dem Splash!, gemeinsam mit dem Kölner Rapper LGoony.
Im gleichen Jahr veröffentlichte MC Smook, nach zahlreichen Mixtapes zum freien Download, sein erstes digitales Album Bereit zu leben, das in der Printausgabe des Fachmagazins Juice, sowie auf weiteren Hip-Hop-Portalen, positive Kritiken bekam.
Im Jahr 2016 erlangte MC Smook mit der Social-Media-App Snapchat große Aufmerksamkeit und wurde in einem Artikel der Zeitung Die Welt mit amerikanischen Rappern wie Snoop Dogg oder DJ Khaled verglichen.
Im selben Jahr begann MC Smook, verstärkt auch politischen Rap zu produzieren. Ende 2016 erschien sein Projekt Deutschland schafft sich up, das in einem freien Download-Paket ein Mixtape, einen Kurzfilm und ein fünfsprachiges Hörbuch beinhaltet. Im Frühjahr 2017 ging er mit der Erlebnistour auf Solotournee durch Deutschland. Am 26. Oktober 2018 veröffentlichte MC Smook sein zweites Studioalbum Paläste aus Scherben auf digitalen Vertriebswegen. Zudem erschien eine gleichnamige Deluxe-Box, die lediglich einige Alltagsgegenstände enthält und eine Kritik an den im Deutschrap allgegenwärtigen Deluxe-Boxen darstellt. Im Sommer 2019 spielte MC Smook auf dem Juicy Beats Festival in Dortmund. Ein Jahr darauf veröffentlichte er mit Juicy Gay die EP Zeitgeist, dessen Singleauskopplungen Björn Höcke ist ein Faschist und AMG zu hohen Aufrufzahlen im Internet führten. Ebenfalls im Jahr 2020 arbeitete MC Smook mit der Non-Profit-Organisation Viva con Agua zusammen. Sie veröffentlichten einen Remix zu MC Smooks Song Wasser ohne Sprudel, dessen Einnahmen allesamt an Viva con Agua gespendet werden. Auf dem Song sind neben MC Smook die Musiker Audio88, Mine, Lilian Mbabazi und Juicy Gay vertreten.
Im darauffolgenden Jahr sorgte MC Smook mit der Single Katholik für Aufsehen im Internet. Der Song kritisiert die katholische Kirche und ihren Umgang mit den Missbrauchsvorwürfen.
Im Herbst 2022 spielte MC Smook mit Rapper Juicy Süß (früher Juicy Gay) eine Deutschland- und Österreich-Tournee zum gemeinsamen Studioalbum Max & Moritz. MC Smook veröffentlichte im Sommer 2023 die EP 10 Jahre Kola mit Ice.
MC Smooks Rap bedient sich verschiedener Genres, unter anderem dem Trap. Musikalische Einflüsse bezieht er oft von US-amerikanischen Produzenten wie DJ Khaled. Er verwendet in seinen Texten einfache Worte, in denen er oft eine ironische Botschaft verpackt, die z. B. die Rapszene, Politik oder aktuelle Trends beleuchten. Alle seine Mixtapes und Alben produziert er in Eigenregie ohne Label im Hintergrund.

## Kontroverse zwischen MC Smook und Frauke Petry
Im August 2016 veröffentlichte MC Smook den Screenshot einer Facebook-Nachricht, die von der AfD-Politikerin Frauke Petry an ihn verfasst wurde. Dort fordert sie den Rapper auf, seinen Disstrack Wähl’ nicht die AfD aus dem Internet zu löschen, welchen er im März 2016 auf YouTube hochgeladen hatte. Smook drehte anschließend ein Musikvideo zu dem Track.
Eine offizielle Bestätigung der Echtheit dieser Nachricht gab es nicht, dennoch behauptete MC Smook in einem Videointerview mit dem Hip-Hop-Magazin Rap.de weiterhin, dass diese Nachricht keine Fotomontage sei.

## Diskografie

### Alben
- 2015: Bereit zu leben
- 2018: Paläste aus Scherben
- 2022: Max & Moritz (mit Juicy Süß)

### Mixtapes
- 2011: Summer Tape
- 2012: Starallüren & Panoramatüren
- 2012: Starallüren & Panoramatüren Christmas Edition
- 2013: Summer Tape II
- 2014: I Invented The German Remix
- 2015: Süß wie 1 Babypinguin Tape
- 2015: Ich veränderte...EINIGES
- 2015: Bereit für's Album
- 2015: Tier Tape
- 2016: Marc T. gegen den F!ckjungen Larry[13]
- 2016: Deutschland schafft sich up
- 2017: Summer Tape 2k17
- 2018: Erotik Kalender Mixtape
- 2019: Tier Tape 2 - die Leiden des jungen Löwen
- 2020: Better Call Smook
- 2021: Kuschelrap Vol. 1
- 2021: Kuschelrap Vol. 2: das kapitalistische Manifest (mit mrbx)
- 2022: Kuschelrap Vol. 3: Mensch
- 2022: Kuschelrap Vol. 4: Humor

### EPs
- 2014: Kola mit Ice EP
- 2016: FINGER LECKEN Speisekarte EP
- 2016: FINGER LECKEN Speisekarte EP II
- 2018: FINGER LECKEN Speisekarte EP III
- 2018: Mikro EP
- 2020: Zeitgeist (mit Juicy Gay)
- 2023: 10 Jahre Kola mit Ice

## Musikvideos
- 2009: Winter wa
- 2014: Kola mit Ice
- 2014: Kola mit Ice Remix (mit Money Boy)
- 2014: Grinden mit Delphinen
- 2014: Ehrenmann (mit Money Boy)
- 2015: Süß wie 1 Babypinguin
- 2015: Matchdaywelle
- 2015: Meist definitiv (mit Money Boy)
- 2015: Kein Ice in der Kola
- 2015: Cro Money (mit Veedel Kaztro & Sparky)
- 2015: Lass uns in die Zukunft (mit LGoony)
- 2015: Kaba zum Barbecue
- 2016: Berry warf mit Kogos Kuhfladen rum
- 2016: Gebutterter Kolben
- 2016: Hätt’ ich dich heut’ erwartet hätt’ ich Kuchen da
- 2016: Wähl’ nicht die AfD mit Renate Lohse
- 2017: Deutschland schafft sich up – der Film
- 2017: Türangeln
- 2017: Renaissance des Autismus
- 2017: Brudi
- 2017: Wie kann man nur so dumm sein und rauchen?
- 2017: Für die Kultur (mit Juicy Gay)
- 2017: Ich rede mit dir nur so lange wie dein Glied ist (Small Talk)
- 2017: Du bist mein
- 2017: Tanz mit mir
- 2017: Freudentränen
- 2017: Nur ein Song
- 2017: Griechischer Wein (mit Jonas Platin & Bladi)
- 2017: Schwarzer Dyck
- 2018: Schwimmen im Melonensaft (mit Felix Krull)
- 2018: Mut
- 2018: Ferngläser
- 2018: Egal Wo Ich Bin
- 2018: Alberner Alman
- 2018: Suicide
- 2018: Paläste aus Scherben
- 2018: Teflon Don Freestyle
- 2018: My Boo (mit Bladi & Fruity Luke)
- 2019: Modus Mio
- 2019: Veganius – ein Fleischstück deutsche Geschichte
- 2019: Wo ich wech bin Remix (mit Dendemann)
- 2019: Greetings (mit Juicy Gay)
- 2019: My Name is
- 2019: Wasser ohne Sprudel
- 2019: Entfernen 2019
- 2020: Schneckenhaus
- 2020: Another Day in Paradise
- 2020: AMG (mit Juicy Süß)
- 2020: AMG Remix (mit Juicy Süß, Fatoni & Dexter)
- 2020: Vitamin D (mit Juicy Süß)
- 2020: Zucchini & Auberginen (mit Taby Pilgrim)
- 2021: Deutschrap Brandneu
- 2021: Kürbissuppe
- 2021: Katar (mit 257ers & mrbx)
- 2021: Katholik (mit mrbx & philchef)
- 2021: Geringster Widerstand (mit mrbx)
- 2022: Vorfahren
- 2022: WAS? DIE WELT DREHT SICH NICHT UM MICH?
- 2022: Einsicht
- 2022: Mensch ärgere dich nicht
- 2022: s.i.d.o
- 2022: Walk of Shame (mit Juicy Süß)
- 2022: Universal Sign (mit Juicy Süß)
- 2022: Grill Royal (mit Juicy Süß)
- 2023: Ausnahmsweise (mit Uwe Baltner)
- 2023: imdB